# Onthophagus ruficapillus
Onthophagus ruficapillus är en skalbaggsart som beskrevs av Gaspard Auguste Brullé 1832. Onthophagus ruficapillus ingår i släktet Onthophagus och familjen bladhorningar. Inga underarter finns listade i Catalogue of Life.